# Statek na wodzie
Statek na wodzie – anonimowy dramat odkryty w ruinach warszawskiego getta.

## Historia
Statek na wodzie odkryto w ruinach warszawskiego getta z inicjatywy organizacji Oneg Szabat. Został ukryty w bańce na mleko, zakopanej w gruzowisku dawnej szkoły przy ul. Nowolipki 68. Jest to anonimowy dramat, na którego rękopis złożyło się sto dwadzieścia niedatowanych kartek, zebranych w dwa zeszyty w fioletowych okładkach. Rękopis przechowywany jest w archiwum Ringelbluma.

## Fabuła
Uchodźcy z niedookreślonego kraju utknęli na wodach międzynarodowych na statku "Wicher". Rządy różnych krajów ubolewają i zwołują międzynarodowe konferencje, ale nikt jednak nie chce uchodźców przyjąć, zapasy się kończą, a próby zejścia na ląd nie przynoszą rezultatu, gdyż kolejne kraje nie wpuszczają przybyszów. W scenach retrospekcji powracają obrazy nasuwające na myśl początki reżimu nazistowskiego w Austrii i getto. 